# John Hanke
John Hanke (ur. w 1967) – amerykański przedsiębiorca. Kierował działem produktów Geo w Google, odpowiadając za Google Earth, Mapy Google, StreetView, SketchUp i Panoramio. Był współzałożycielem Keyhole, jest założycielem i dyrektorem generalnym Niantic oraz twórcą Pokémon Go.